# Печериця мухомороподібна
Печериця мухомороподібна (Agaricus amanitaeformis) — вид грибів роду печериця (Agaricus). Сучасну біномінальну назву надано у 1974 році видатним українським біологом Соломоном Вассером.

## Будова
Товста м'ясиста шапинка діаметром 2-6 см. Вона спочатку напівкуляста, згодом опуклорозпростерта, суха, шовковиста, біла, згодом сірувато-жовтувата. Тонкі густі пластинки вільні спочатку білуваті, згодом світло-рожеві, в кінці бурі. Спори бурі та часто з 1-3 краплями олії. Циліндрична з трохи потовщеною основою ніжка розміром 2,5-5,5x0,5-1,2 см. Вона гладенька, шовковиста, при основі з 2-3 рядами округлих білих пластівців 1-2 мм в діаметрі, що легко опадають при підсиханні. Нагадує основу ніжки Amanita muscaria Hook.. Її колір білий, згодом жовтуватий, сірувато- жовтуватий, при основі темніший. Просте тонке кільце розташоване у верхній частині ніжки. Воно згори рубчасте, знизу гладеньке, по краю з дрібними білими, згодом світло-жовтими лусочками розміром 1-2 мм, біле, згодом сірувато-жовтувате. М'якуш досить щільний, білий, на зламі колір не змінює, при підсиханні стає світло-жовтим, без особливого запаху, солодкуватий на смак.

## Життєвий цикл
Плодові тіла з'являються у вересні.

## Поширення та середовище існування
Рідкісний ендемічний вид, що відомий лише на території України в Донецькому злаково-лучному Степу ([Донецька область]], м. Донецьк, ботанічний сад НАН України). Трапляється поодинці та невеликими групами у насадженнях широколистяних порід.

## Практичне використання
Їстівність невідома.

## Природоохоронний статус
Включений до третього видання Червоної книги України (2009 р.). Причинами зміни чисельності є надмірні рекреаційні навантаження на місцезростання. Вид охороняється в Донецькому ботанічному саду.